# Linfonodi pelvici
I linfonodi pelvici (o linfonodi del bacino o linfonodi ileopelvici) costituiscono un raggruppamento di tessuto linfoide secondario sito nella piccola e grande pelvi.
Secondo la Terminologia Anatomica, i linfonodi pelvici sono così definiti:
- Linfonodi pelvici parietali, che seguono il decorso dei vasi iliaci comuni, esterni e interni;
- Linfonodi pelvici viscerali, intercalati nel tessuto connettivale che circonda il retto, la vescica, l'utero e la vagina.

## Linfonodi pelvici parietali

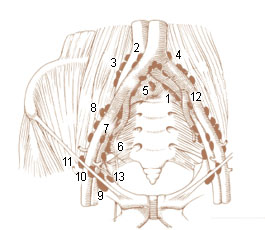
Fig. 1. Linfonodi pelvici parietali.
In base ai rapporti con i rami terminali dell'aorta addominale distinguiamo:
1. Linfonodi iliaci comuni
1.1 mediali
1.2 intermedi
1.3 laterali
1.4 subaortici
1.5 del promotorio
2. Linfonodi iliaci esterni
2.1 mediali
2.2 intermedi
2.3 laterali
2.4 Lacunari mediali (femorali)
2.4 Lacunari intermedi (femorali)
2.5 Lacunari laterali (femorali)
2.6 interiliaci
2.7 Otturatori

Sono disposti con regolarità intorno ai vasi iliaci comuni. In base ai rapporti con le strutture anatomiche circostanti, si identificano i linfonodi descritti in figura 1:
1. Linfonodi iliaci comuni
  - mediali
  - intermedi
  - laterali
  - subaortici
  - del promontorio
2. Linfonodi iliaci esterni
  - mediali
  - intermedi
  - laterali
  - lacunari (femorali) mediali
  - lacunari (femorali) intermedi
  - lacunari (femorali) laterali
  - interiliaci
  - otturatori
3. Linfonodi iliaci interni, descritti in figura 2
  - glutei superiori
  - glutei inferiori
  - sacrali

## Linfonodi pelvici viscerali

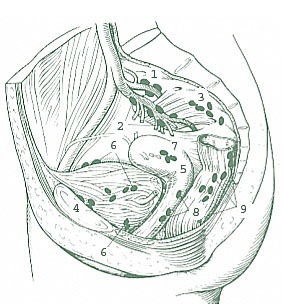
Figura 2. Linfonodi pelvici parietali (iliaci interni) e linfonodi pelvici viscerali
3. Linfonodi pelvici parietali, iliaci interni
3.1 Glutei superiori
3.2 Glutei inferiori
3.3 Sacrali
4. Linfonodi pelvici viscerali
4.1 Para-vescicali, con:
4.1.1 Prevescicali
4.1.1.1 Postvescicali;
4.1.2 Vescicali laterali (6)
4.2 Parauterini (7)
4.3 Paravaginali (8)
4.4 Pararettali (o anorettali) (9)

Sono in rapporto con le tonache di numerosi visceri pelvici. La Terminologia Anatomica identifica i gruppi rappresentati in figura 2:
1. Paravescicali;
  - Prevescicali, con il gruppo post-vescicale;
  - Vescicali laterali;
2. Parauterini;
3. Paravaginali;
4. Pararettali (o anorettali).